# Cristur-Crișeni
Cristur-Crișeni (węg. Szilágyfőkeresztúr) – wieś w Rumunii, w okręgu Sălaj, w gminie Crișeni. W 2011 roku liczyła 475 mieszkańców.